# マンハッタン・トランスファー・デビュー!
『マンハッタン・トランスファー・デビュー!』（原題：The Manhattan Transfer）は、アメリカ合衆国のジャズ・コーラス・グループ、マンハッタン・トランスファーが1975年にアトランティック・レコードから発表した、2作目のスタジオ・アルバム。グループはデビュー・アルバム『ジューキン』（1971年）発表後に一度解散したが、当時のメンバーの一人ティム・ハウザーはグループを再編し、最終的にはローレル・マッセー、ジャニス・シーゲル、アラン・ポールといった新メンバーを迎えて本作で再デビューした。

## 反響・評価
アメリカでは総合アルバム・チャートのBillboard 200で33位に達して、グループ初の全米トップ40アルバムとなり、シングル「オペレイター」はBillboard Hot 100で22位を記録した。リリースから12年後の1987年10月には、RIAAによりゴールドディスクの認定を受けた。
イギリスでは1976年にシングル「タキシード・ジャンクション」が全英シングルチャートで26位を記録し、1977年には本作も全英アルバムチャートで49位に達した。スウェーデンのアルバム・チャートでは1975年12月26日から1976年2月16日まで5回（10週）トップ60入りし、当時は最高24位だったが、1977年にも再度ヒットして、同年4月8日付のチャートで最高11位を記録した。
リチャード・S・ギネルはオールミュージックにおいて5点満点中3点を付け「当時としても古臭く、とりわけ、後にマンハッタン・トランスファーが驚くべき成長を遂げることを知っている聴き手も、度を越して感傷的ではないぐらいにしか感じられないだろう」「計算高く、新鮮さも初々しさもない」と評している。

## 収録曲
1. タキシード・ジャンクション（英語版） - "Tuxedo Junction" (Erskine Hawkins, William Johnson, Buddy Feyne, Julian Dash) - 3:06
2. スウィート・トーキング・ガイ - "Sweet Talking Guy" (Doug Morris, Elliot Greenberg) - 2:28
3. オペレイター - "Operator" (William Spivery) - 3:13
4. キャンディ - "Candy" (Mack David, Joan Whitney, Alex Kramer) - 3:30
5. グロリア - "Gloria" (Esther Navarro) - 3:00
6. クラップ・ユア・ハンズ - "Clap Your Hands" (Ira Newborn, The Manhattan Transfer) - 2:57
7. ザット・キャット・イズ・ハイ - "That Cat Is High" (J. M. Williams) - 2:54
8. 親船に乗った気で - "You Can Depend on Me" (Earl Hines, Charles Carpenter, Louis Dunlap) - 3:33
9. ブルー・シャンペン - "Blue Champagne" (Frank Ryerson, Grady Watts, Jimmy Eaton) - 2:24
10. ジャヴァ・ジャイヴ - "Java Jive" (Milton Drake, Ben Oakland) - 2:47
11. オカペラ - "Occapella" (Allen Toussaint) - 3:07
12. ハーツ・デザイアー - "Heart's Desire" (Hugh X. Lewis, George Cox, James Dozier, Ralph Ingram, Bernard Purdie) - 2:36

## 参加ミュージシャン
- ティム・ハウザー - ボーカル
- ローレル・マッセー - ボーカル、タンバリン
- アラン・ポール - ボーカル
- ジャニス・シーゲル - ボーカル

アディショナル・ミュージシャン
- アイラ・ニューボーン - ギター、アレンジ、音楽監督
- ジェリー・フリードマン - ギター(on #3, #6, #11)
- ドン・グロルニック - ピアノ(on #1, #3, #4, #7, #9, #12)、クラビネット(on #2, #11)、エレクトリックピアノ(on #6)
- リチャード・ティー - オルガン(on #3)、エレクトリックピアノ(on #11)
- マレー・ウェインストック - ピアノ(on #8)、オルガン(on #2, #5)
- アンディ・ムソン - ベース(#10を除く全曲)
- ロイ・マーコウィッツ - ドラムス( #10を除く全曲)
- ダニエル・ベン・ゼブロン - コンガ(on #11)
- マイク・ロッド - テナー・サクソフォーン・ソロ(on #1)
- マイケル・ブレッカー - テナー・サクソフォーン・ソロ(on #3)
- ズート・シムズ - テナー・サクソフォーン・ソロ(on #8)
- ジーン・オルロフ - コンサートマスター(on #6, #12)

ホーン・セクション
- アラン・ルービン、ボブ・マッコイ、ジョン・ファディス、マーキー・マーコウィッツ、マーヴィン・スタム、メル・デイヴィス、ランディ・ブレッカー - トランペット
- アラン・ラフ、ガーネット・ブラウン、ミッキー・グレイヴァイン、ポール・フォーリース、クエンティン・ジャクソン、ウェイン・アンドレ - トロンボーン
- デイヴィッド・サンボーン、ジョージ・ドーシー、ジョージ・ヤング、ハーヴェイ・エストリン、ジェリー・ドジオン - アルト・サクソフォーン
- フィル・ボドナー - アルト・サクソフォーン、クラリネット
- フランク・ヴィカリ、マイケル・ブレッカー、マイク・ロッド - テナー・サクソフォーン
- セルダン・パウエル - テナー・サクソフォーン、クラリネット
- ウォーリー・ケイン - クラリネット